# オーガスト・バーンズ・レッド
オーガスト・バーンズ・レッド (英: August Burns Red) は、アメリカ合衆国出身のメタルコアバンド。

## 概要
一般的にはメタルコアバンドに分類されているが、それらのバンドに多く見られるクリーンボーカルは殆ど使用せず、攻撃的なサウンドの楽曲が多い。また、近年のバンドに多く見られるブレイクダウンと呼ばれるパートも多用している。そして、クリスチャンというバックグランドを活かした、信仰心の強い歌詞も特徴である。
3rdアルバム「Constellations」は、全米アルバムチャートで初登場24位を記録するヒットを記録した。LOUD PARK11を含めた来日を2回行っており、2012年4月に東名阪ツアーをした。
影響を受けたバンドとして、ビトウィーン・ザ・ベリード・アンド・ミー、ミザリー・シグナルズ、ホープスフォールなどを挙げている。

## メンバー

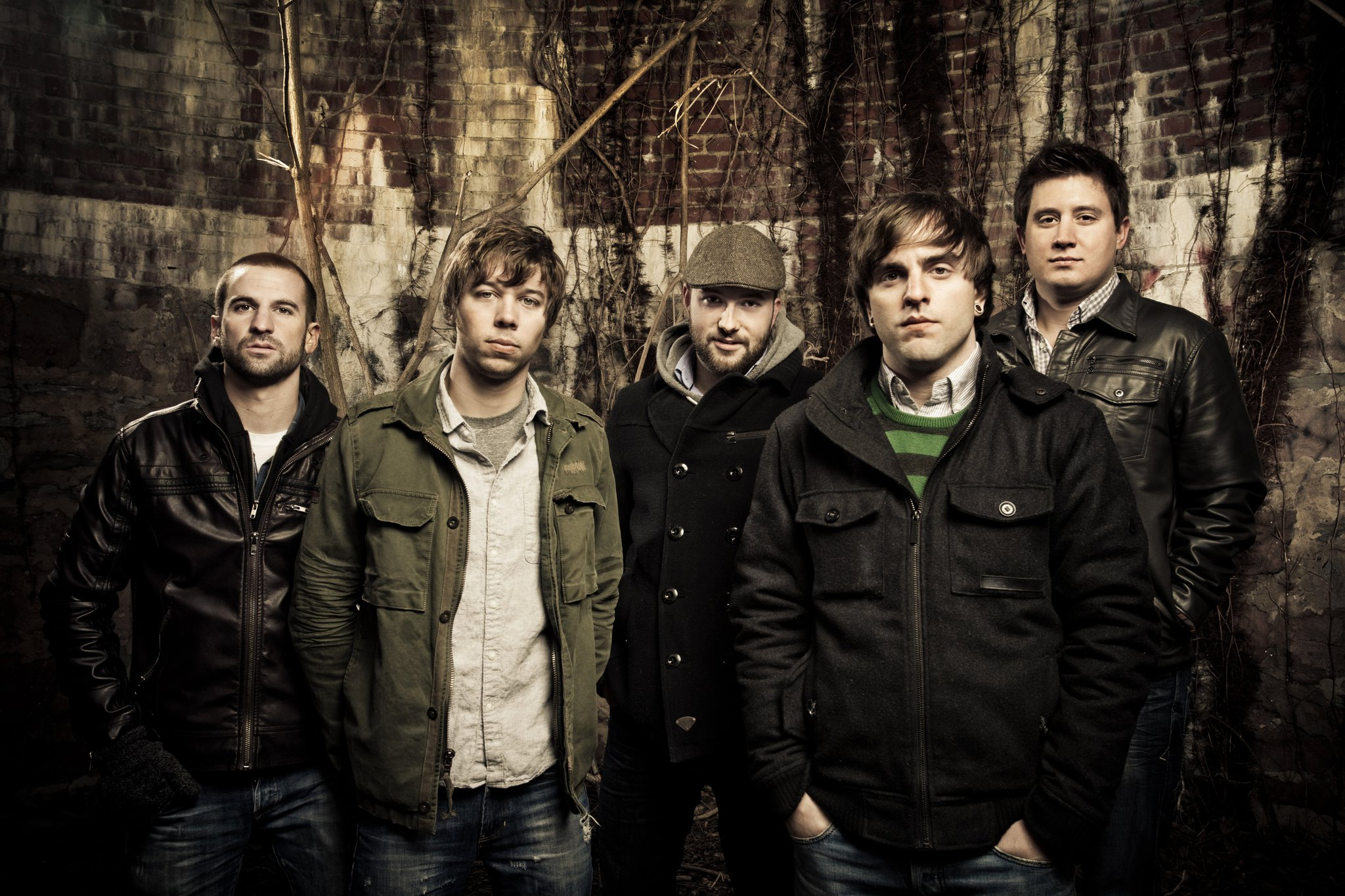
2011年のグループショット

### 現ラインナップ
- ジェイク・ルアーズ / Jake Luhrs - ボーカル (2006– )
- JB・ブルベイカー / John Benjamin "JB" Brubaker - リードギター (2003– )
- ブレント・ランブラー / Brent Rambler - リズムギター (2003– )
- ダスティン・デビッドソン / Dustin Davidson - ベース (2006– )
- マット・グライナー / Matt Greiner - ドラムス (2003– )

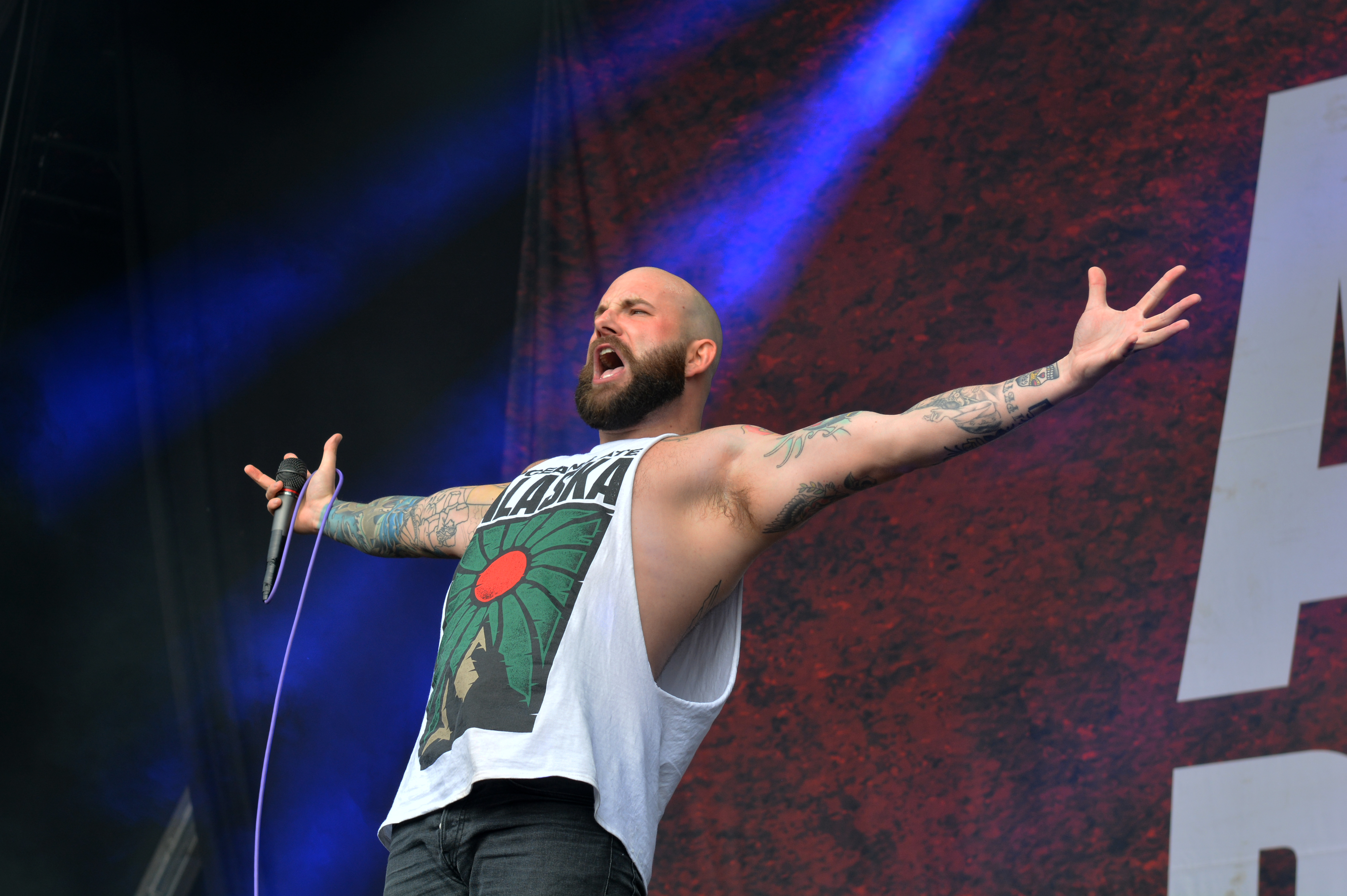
ジェイク・ルアーズ(Vo) 2017年
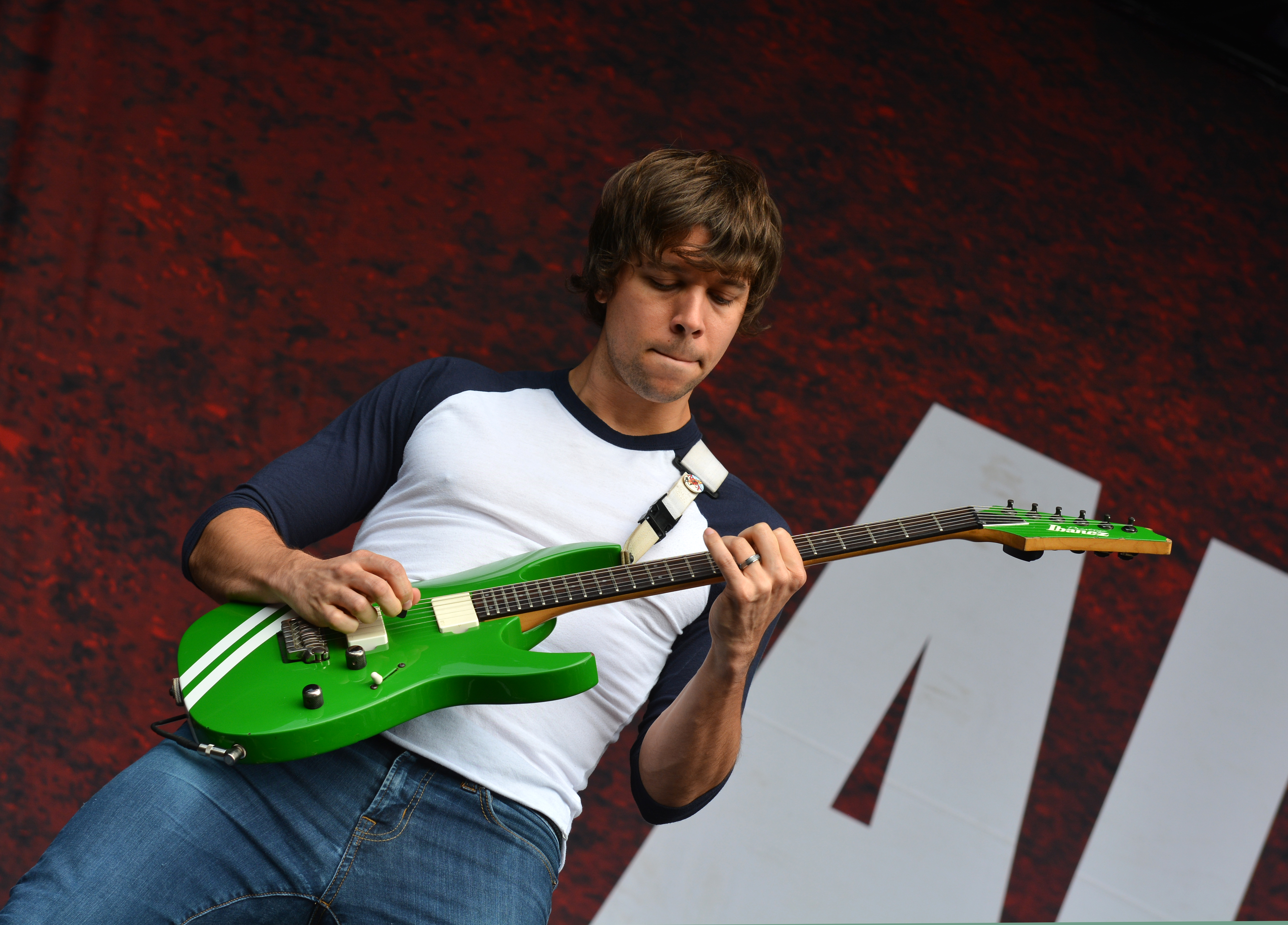
JB・ブルベイカー(G) 2017年
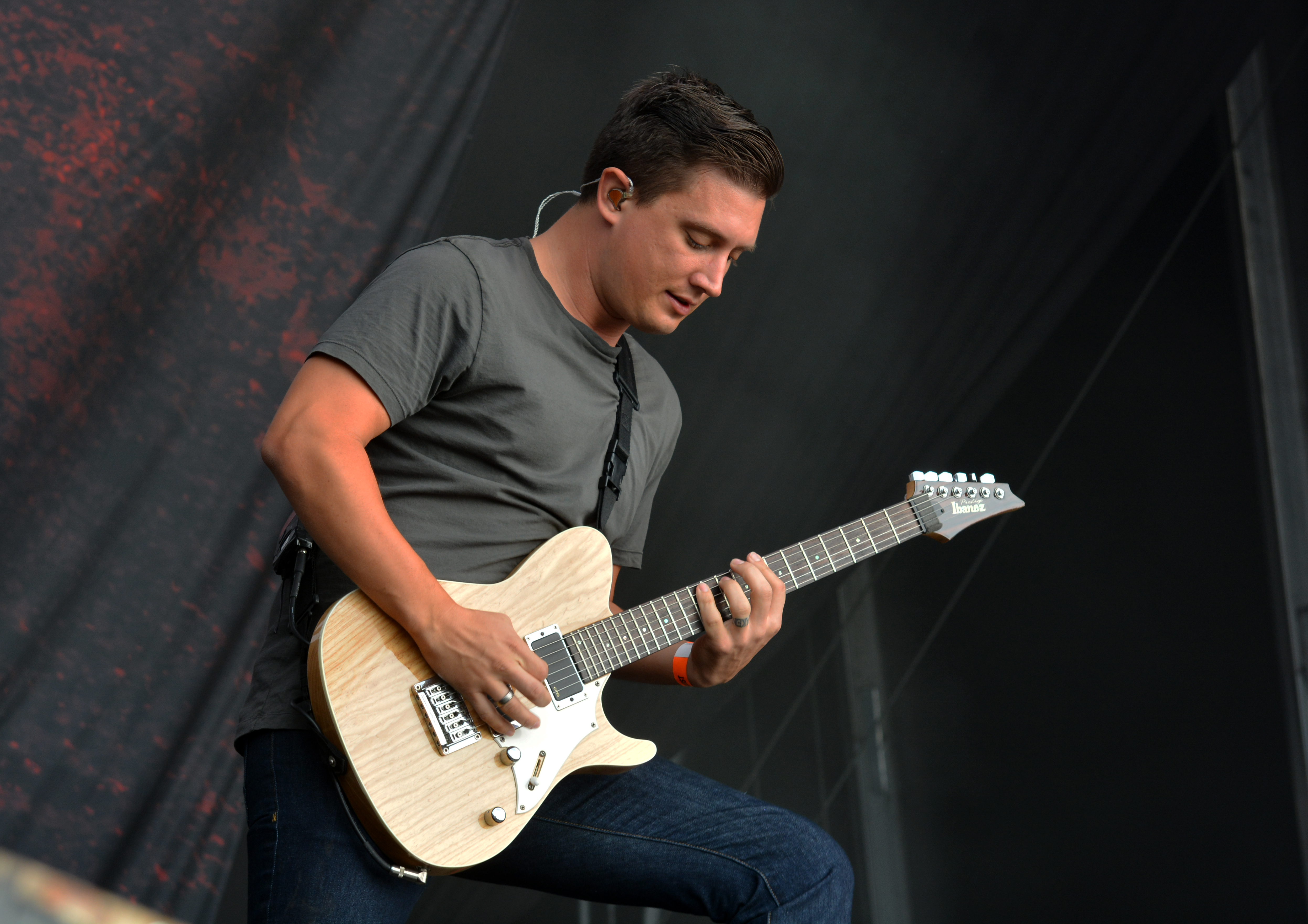
ブレント・ランブラー(G) 2017年
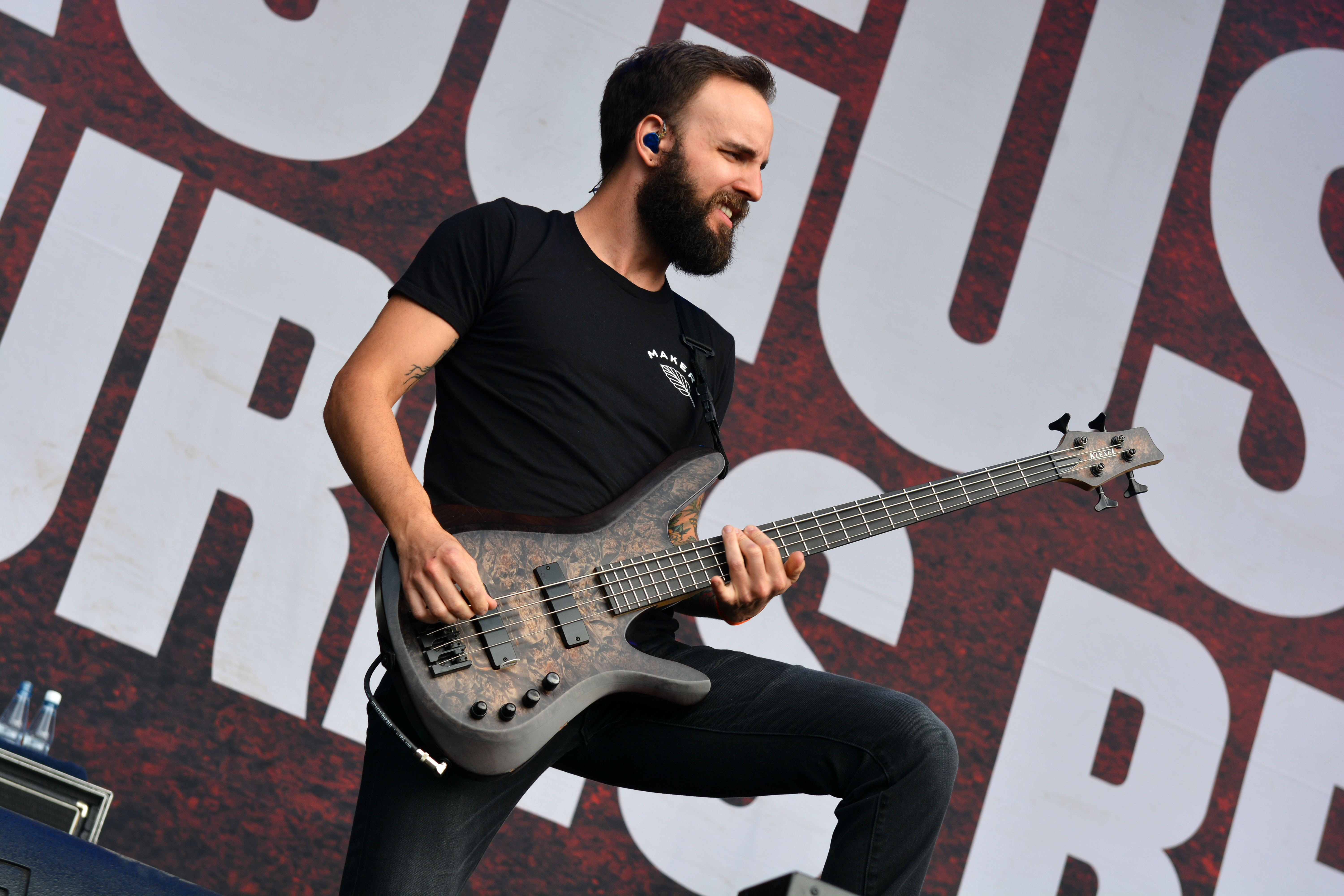
ダスティン・デビッドソン(B) 2017年
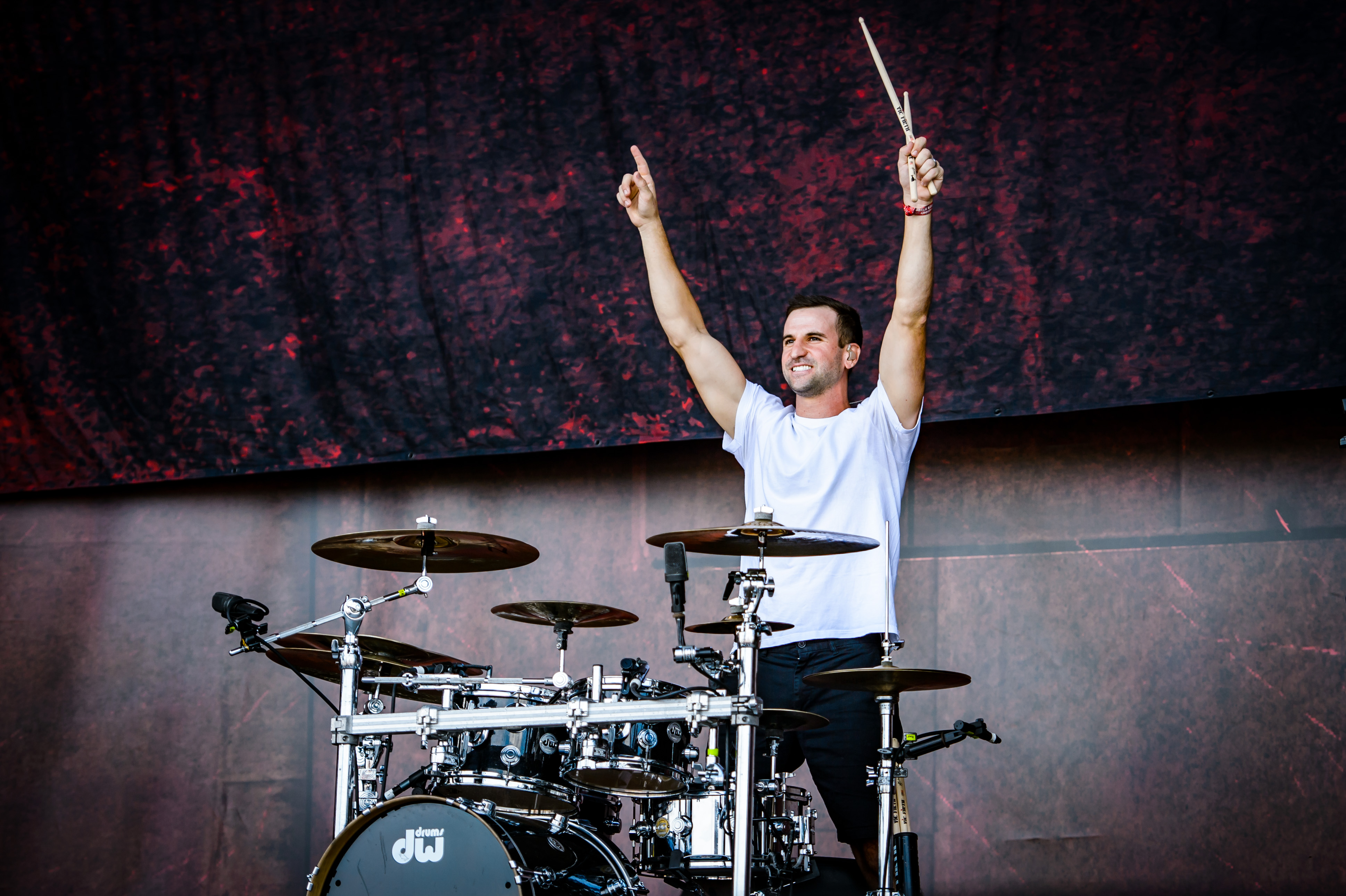
マット・グライナー(Ds) 2017年

### 旧メンバー
- ジョン・ハーシー Jon Hershey - ボーカル (2003–2004)
- ジョーダン・タスカン Jordan Tuscan - ベース (2003–2006)
- ジョッシュ・マクマッネス / Josh McManness - ボーカル (2004–2006)

## ディスコグラフィ

### アルバム
| 発売日        | アルバムのタイトル                       | 販売レーベル        | 全米ビルボードアルバムチャート最高位 |
| 2005年11月8日 | Thrill Seeker                            | Solid State Records | 81位                                 |
| 2007年6月19日 | Messengers                               | Solid State Records | 81位                                 |
| 2009年7月14日 | Constellations                           | Solid State Records | 24位                                 |
| 2011年6月21日 | Leveler                                  | Solid State Records | 11位                                 |
| 2012年10月9日 | August Burns Red Presents: Sleddin' Hill | Solid State Records | 147位                                |
| 2013年6月25日 | Rescue & Restore                         | Solid State Records | 9位                                  |
| 2015年6月29日 | Found In Far Away Places                 | Fearless Records    | 9位                                  |
| 2017年10月6日 | Phantom Anthem                           | Fearless Records    | 19位                                 |
| 2020年4月3日  | Guardians                                | Fearless Records    | 53位                                 |

### インスト・アルバム
| 発売日        | アルバムのタイトル                       | 販売レーベル        |
| 2012年10月9日 | August Burns Red Presents: Sleddin' Hill | Solid State Records |
| 2015年1月1日  | Found in Far Away Places                 | Fearless Records    |
| 2017年10月5日 | Phantom Anthem                           | Fearless Records    |

### EP
| 発売日         | アルバムのタイトル              | 販売レーベル     |
| 2004年8月24日  | Looks Fragile After All         | CI RECORDS       |
| 2018年11月9日  | Winter Wilderness               | Fearless Records |
| 2019年2月8日   | Phantom Sessions EP             | Fearless Records |
| 2020年11月17日 | All I Want For Christmas Is You | Fearless Records |

### デジタルシングル
| 発売日         | アルバムのタイトル                 | 販売レーベル     |
| 2016年11月18日 | What Child Is This? (Greensleeves) | Fearless Records |
| 2017年12月1日  | Last Christmas                     | Fearless Records |
| 2018年8月31日  | The Legend of Zelda                | Fearless Records |
| 2020年12月15日 | Chop Suey!                         | Fearless Records |
| 2021年1月19日  | Standing In The Storm              | Fearless Records |
| 2021年2月9日   | Extinct By Instinct(Reprise)       | Fearless Records |